# Regierung Fraser IV
Die Regierung Fraser IV regierte Australien vom 3. November 1980 bis zum 11. März 1983. Es handelte sich um eine Koalitionsregierung der Liberal Party (LP) und der National Country Party (NCP).
Malcolm Fraser war seit dem 11. November 1975 Premierminister einer Koalition von Liberal Party und National Country Party. Bei der Parlamentswahl am 18. Oktober 1980 büßte die Regierungskoalition 11 Mandate im Repräsentantenhaus ein, konnte jedoch mit 74 (LP:54, NCP: 20) von 125 Sitzen die absolute Mehrheit behaupten. Im Senat verlor die Regierung ihre Mehrheit. Die Regierung war erneut eine Koalition von LP und NCP unter Premierminister Fraser. Bei der Parlamentswahl am 5. März 1983 errang die Labor Party mit 75 von 125 Sitzen eine klare Mehrheit. im Senat gewann Labor 3 Sitze dazu, verfehlte mit 30 von 64 Senatoren jrdoch die Mehrheit. Die Folgeregierung stellte die Labor Party unter Premierminister Bob Hawke.

## Ministerliste
| Kabinett                                                                           | Kabinett           | Kabinett | Kabinett                            | Kabinett |
| Amt                                                                                | Minister           | Partei   | Amtszeit                            | Bild     |
| ---------------------------------------------------------------------------------- | ------------------ | -------- | ----------------------------------- | -------- |
| Premierminister                                                                    | Malcolm Fraser     | LP       | 3. November 1980 – 11. März 1983    |          |
| Stellvertretender Premierminister                                                  | Doug Anthony       | NCP      | 3. November 1980 – 11. März 1983    |          |
| Minister für Handel und Bodenschätze                                               | Doug Anthony       | NCP      | 3. November 1980 – 11. März 1983    |          |
| Minister für Industrie und Handel                                                  | Phillip Lynch      | LP       | 3. November 1980 – 11. Oktober 1982 |          |
| Minister für Industrie und Handel                                                  | Andrew Peacock     | LP       | 11. Oktober 1982 – 11. März 1983    |          |
| Minister für Kommunikation                                                         | Ian Sinclair       | NCP      | 3. November 1980 – 7. Mai 1982      |          |
| Minister für nationale Entwicklung und Energie                                     | John Carrick       | LP       | 3. November 1980 – 11. März 1983    |          |
| Vizepräsident des Executive Council                                                | John Carrick       | LP       | 3. November 1980 – 7. Mai 1982      |          |
| Vizepräsident des Executive Council                                                | James Killen       | LP       | 7. Mai 1982 – 11. März 1983         |          |
| Außenminister                                                                      | Tony Street        | LP       | 3. November 1980 – 11. März 1983    |          |
| Minister für die Grundstoffindustrie                                               | Peter Nixon        | NCP      | 3. November 1980 – 11. März 1983    |          |
| Schatzminister                                                                     | John Howard        | LP       | 3. November 1980 – 11. März 1983    |          |
| Minister für industrielle Beziehungen                                              | Andrew Peacock     | LP       | 3. November 1980 – 16. April 1981   |          |
| Minister für industrielle Beziehungen                                              | Ian Viner          | LP       | 16. April 1981 – 7. Mai 1982        |          |
| Verteidigungsminister                                                              | James Killen       | LP       | 3. November 1980 – 7. Mai 1982      |          |
| Verteidigungsminister                                                              | Ian Sinclair       | NCP      | 7. Mai 1982 – 11. März 1983         |          |
| Finanzministerin                                                                   | Margaret Guilfoyle | LP       | 3. November 1980 – 11. März 1983    |          |
| Minister für Arbeit und Jugend                                                     | Ian Viner          | LP       | 3. November 1980 – 16. April 1981   |          |
| Minister für Arbeit und industrielle Beziehungen                                   | Ian Macphee        | LP       | 7. Mai 1982 – 11. März 1983         |          |
| Generalstaatsanwalt                                                                | Peter Durack       | LP       | 3. November 1980 – 11. März 1983    |          |
| Sozialminister                                                                     | Fred Chaney        | LP       | 3. November 1980 – 11. März 1983    |          |
| Luftfahrtminister                                                                  | Wal Fife           | LP       | 7. Mai 1982 – 11. März 1983         |          |
| Bildungsminister                                                                   | Wal Fife           | LP       | 16. April 1981 – 7. Mai 1982        |          |
| Bildungsminister                                                                   | Peter Baume        | LP       | 7. Mai 1982 – 11. März 1983         |          |
| Assistant Minister beim Premierminister                                            | Ian Viner          | LP       | 3. November 1980 – 7. Mai 1982      |          |
|                                                                                    |                    |          |                                     |          |
| Juniorminister                                                                     |                    |          |                                     |          |
| Minister für Arbeit und Jugend                                                     | Neil Brown         | LP       | 16. April 1981 – 7. Mai 1982        |          |
| Minister für Kommunikation                                                         | Neil Brown         | LP       | 7. Mai 1982 – 11. März 1983         |          |
| Minister für Inneres und Umwelt                                                    | Bob Ellicott       | LP       | 3. November 1980 – 17. Februar 1981 |          |
| Minister für Inneres und Umwelt                                                    | Michael MacKellar  | LP       | 17. Februar 1981 – 19. März 1981    |          |
| Minister für Inneres und Umwelt                                                    | Ian Wilson         | LP       | 19. März 1981 – 7. Mai 1982         |          |
| Minister für Inneres und Umwelt                                                    | Tom McVeigh        | NCP      | 19. März 1981 – 11. März 1983       |          |
| Verkehrsminister                                                                   | Ralph Hunt         | NCP      | 3. November 1980 – 7. Mai 1982      |          |
| Minister für Verkehr und Bau                                                       | Ralph Hunt         | NCP      | 7. Mai 1982 – 11. März 1983         |          |
| Minister für Verteidigungsunterstützung                                            | Ian Viner          | LP       | 7. Mai 1982                         |          |
| Gesundheitsminister                                                                | Michael MacKellar  | LP       | 3. November 1980 – 20. April 1982   |          |
| Gesundheitsminister                                                                | Peter Baume        | LP       | 20. April 1982 – 7. Mai 1982        |          |
| Gesundheitsminister                                                                | Jim Carlton        | LP       | 7. Mai 1982 – 11. März 1983         |          |
| Bildungsminister                                                                   | Wal Fife           | LP       | 3. November 1980 – 16. April 1981   |          |
| Minister für Einwanderung und ethnische Angelegenheiten                            | Ian Macphee        | LP       | 3. November 1980 – 7. Mai 1982      |          |
| Minister für Einwanderung und ethnische Angelegenheiten                            | John Hodges        | LP       | 7. Mai 1982 – 11. März 1983         |          |
| Minister für Wissenschaft und Technologie                                          | David Thomson      | NCP      | 3. November 1980 – 11. März 1983    |          |
| Minister für administrative Dienstleistungen                                       | Kevin Newman       | LP       | 3. November 1980 – 11. März 1983    |          |
| Minister für Gewerbe und Verbraucher                                               | John Moore         | LP       | 3. November 1980 – 20. April 1982   |          |
| Minister für Gewerbe und Verbraucher                                               | Neil Brown         | LP       | 20. April 1982 – 7. Mai 1982        |          |
| Minister für das Hauptstadtterritorium                                             | Michael Hodgman    | LP       | 3. November 1980 – 11. März 1983    |          |
| Minister für Veteranen                                                             | Tony Messner       | LP       | 3. November 1980 – 11. März 1983    |          |
| Minister für Aborigines                                                            | Peter Baume        | LP       | 3. November 1980 – 7. Mai 1982      |          |
| Minister für Aborigines                                                            | Ian Wilson         | LP       | 7. Mai 1982 – 11. März 1983         |          |
| Minister für Wohnraum und Bau                                                      | Tom McVeigh        | NCP      | 20. April 1982 – 7. Mai 1982        |          |
| Assistant Minister zur Unterstützung des Premierministers in Bundesangelegenheiten | Wal Fife           | LP       | 3. November 1980 – 11. März 1983    |          |
| Assistant Minister beim Premierminister                                            | Ian Viner          | LP       | 7. Mai 1982 – 11. März 1983         |          |
| Assistant Minister im Ministerium für Handel und Bodenschätze                      | Tom McVeigh        | NCP      | 3. November 1980 – 11. März 1983    |          |
| Assistant Minister im Ministerium für Industrie und Handel                         | Michael Hodgman    | LP       | 3. November 1980 – 11. März 1983    |          |
| Assistant Minister im Ministerium für nationale Entwicklung und Energie            | Peter Baume        | LP       | 3. November 1980 – 7. Mai 1982      |          |
| Assistant Minister im Ministerium für nationale Entwicklung und Energie            | Jim Carlton        | LP       | 7. Mai 1982 – 11. März 1983         |          |
| Assistant Minister im Schatzministerium                                            | Tony Messner       | LP       | 3. November 1980 – 11. März 1983    |          |
| Assistant Minister im Verteidigungsministerium                                     | Kevin Newman       | LP       | 3. November 1980 – 7. Mai 1982      |          |
| Assistant Minister im Verteidigungsministerium                                     | Ian Viner          | LP       | 7. Mai 1982 – 11. März 1983         |          |
| Assistant Minister beim Generalstaatsanwalt                                        | Neil Brown         | LP       | 7. Mai 1982 – 11. März 1983         |          |
| Assistant Minister im Sozialministerium                                            | Ian Wilson         | LP       | 7. Mai 1982 – 11. März 1983         |          |